# Superleague Ellada (2014/2015)
Super League 2014/2015 (znana jako OPAP Super League ze względów sponsorskich) była 79. edycją najwyższej klasy rozgrywkowej piłki nożnej w Grecji.
Brało w niej udział 18 drużyn, które w okresie od 23 sierpnia 2014 do 10 maja 2015 rozegrały 34 kolejek meczów.
25 lutego 2015 grecki rząd podjął decyzję o zawieszeniu mistrzostw na czas nieokreślony w odpowiedzi na akty przemocy,
do których doszło podczas derbów pomiędzy Panathinaikos i Olympiakos
oraz meczu pomiędzy AE Larisa i Olympiakos Wolos. 4 marca 2015 wznowiono rozgrywki z obowiązkiem rozgrywania meczów bez kibiców.
Sezon zakończyły baraże o europejskie puchary. Tytuł mistrzowski obronił Olympiakos SFP zdobywając piąty tytuł z rzędu, a czterdziesty drugi w swojej historii.

## Drużyny
| Uczestnicy poprzedniej edycji | Uczestnicy poprzedniej edycji | Uczestnicy poprzedniej edycji | Uczestnicy poprzedniej edycji |
| --- | ----------------------------- | ----------------------------- | ----------------------------- |
| OLY | Olympiakos SFP                | Pireus                        | 1                             |
| PAO | Panathinaikos AO              | Ateny                         | 2                             |
| PAS | PAOK FC                       | Saloniki                      | 3                             |
| ATR | PAE Atromitos                 | Ateny                         | 4                             |
| AST | Asteras Tripolis              | Tripoli                       | 5                             |
| OFI | OFI 1925                      | Heraklion                     | 6                             |
| ERG | PAE Ergotelis                 | Heraklion                     | 7                             |
| PNT | Panetolikos                   | Agrinio                       | 8                             |
| LEV | APO Lewadiakos                | Liwadia                       | 9                             |
| PTH | APS Panthrakikos              | Komotini                      | 10                            |
| GIA | PAS Janina                    | Janina                        | 11                            |
| KAL | AEL Kallonis                  | Mitylena                      | 12                            |
| PNN | Panionios GSS                 | Nea Smirni                    | 13                            |
| PLA | FC Platanias                  | Chania                        | 14                            |
| VER | PAE Weria                     | Weria                         | 15                            |
| po barażach |                               |                               |                               |
| XAN | Skoda Ksanti                  | Ksanti                        | 16                            |
| Awans z Football League |                               |                               |                               |
| po barażach |                               |                               |                               |
| NVL | Niki Wolos                    | Wolos                         | 1                             |
| KER | AO Kerkira                    | Korfu                         | 2                             |
| Oznaczenia: - kolumna pierwsza – skróty nazw drużyn, - kolumna trzecia – siedziba klubu, - kolumna czwarta – miejsce zajęte w poprzednim sezonie. |                               |                               |                               |

## Tabela
| Lp. | Drużyna           | M  | Z  | R  | P  | B+ | B- | +/– | Pkt | Kwalifikacja lub spadek           |
| --- | ----------------- | -- | -- | -- | -- | -- | -- | --- | --- | --------------------------------- |
| 1   | Olympiakos (M, P) | 34 | 24 | 6  | 4  | 79 | 23 | +56 | 78  | Liga Mistrzów UEFA • Faza grupowa |
| 2   | Panathinaikos     | 34 | 21 | 6  | 7  | 59 | 31 | +28 | 66  | baraż o europejskie puchary       |
| 3   | PAOK              | 34 | 20 | 5  | 9  | 57 | 42 | +15 | 65  | baraż o europejskie puchary       |
| 4   | Asteras Tripolis  | 34 | 17 | 8  | 9  | 52 | 37 | +15 | 59  | baraż o europejskie puchary       |
| 5   | Atromitos         | 34 | 14 | 12 | 8  | 43 | 27 | +16 | 54  | baraż o europejskie puchary       |
| 6   | Janina            | 34 | 13 | 14 | 7  | 47 | 33 | +14 | 53  |                                   |
| 7   | Panetolikos       | 34 | 14 | 10 | 10 | 41 | 28 | +13 | 52  |                                   |
| 8   | Skoda Xanthi      | 34 | 12 | 11 | 11 | 44 | 41 | +3  | 47  |                                   |
| 9   | Platanias         | 34 | 12 | 8  | 14 | 32 | 30 | +2  | 44  |                                   |
| 10  | AEL Kallonis      | 34 | 11 | 11 | 12 | 34 | 39 | −5  | 44  |                                   |
| 11  | Panthrakikos      | 34 | 11 | 10 | 13 | 35 | 44 | −9  | 43  |                                   |
| 12  | Panionios         | 34 | 11 | 10 | 13 | 43 | 42 | +1  | 43  |                                   |
| 13  | Weria             | 34 | 12 | 7  | 15 | 45 | 54 | −9  | 43  |                                   |
| 14  | Levadiakos        | 34 | 12 | 7  | 15 | 41 | 34 | +7  | 43  |                                   |
| 15  | Ergotelis (S)     | 34 | 8  | 8  | 18 | 35 | 60 | −25 | 32  | spadek do Football League         |
| 16  | OFI (S)           | 34 | 7  | 2  | 25 | 26 | 72 | −46 | −6  | spadek do Gamma Ethniki           |
| 17  | Niki Wolos (S)    | 34 | 2  | 1  | 31 | 7  | 84 | −77 | −6  | spadek do Gamma Ethniki           |
| 18  | Kerkyra (S)       | 34 | 12 | 8  | 14 | 39 | 38 | +1  | 44  | spadek do Football League         |

1. ↑  Za zachowanie swoich kibiców Panathinaikos został ukarany między innymi karą odjęcia trzech punktów[4].
2. 1 2  Mecze bezpośrednie, punkty: Platanias 4, Kalloni 1.
3. 1 2 3 4  Mecze bezpośrednie, punkty: Panthrakikos 11, Panionios 10, Veria 8, Levadiakos 4.
4. ↑  OFI został ukarany odjęciem 10 punktów w styczniu 2015 za długi finansowe wobec byłych zawodników[5][6]. 21 marca 2015 klub ogłosił wycofanie się z rozgrywek z powodu finansowych. W rezultacie wszystkie jego mecze od 29 kolejki zakończyły się wynikiem 3-0 dla przeciwników. OFI wyniku kar nałożonych odjęto 29 punktów.
Mecze bezpośrednie, punkty: OFI 3, Niki Volos 0.
5. ↑  Niki Wolos wycofał się 10 grudnia 2014 z rozgrywek z powodu problemów finansowych. Wszystkie jego mecze od 16. kolejki (w tym przełożonej 11.) nie zostały rozegrane i zakończyły się wynikiem 3-0 dla przeciwników. Niki Wolos wyniku kar nałożonych odjęto 13 punktów. 23 stycznia 2015 Komisja Dyscyplinarna Ligi wydała dekret o administracyjnej relegacji zespołu[7][8].
Mecze bezpośrednie, punkty: OFI 3, Niki Volos 0.
6. ↑  Komitet Sportu Zawodowego uznał, że klub Kerkyra dopuścił się nieprawidłowości przy zmianie właściciela i cofnął mu licencję na grę w Super Lidze[9][10]. Kerkyra zajęła ostatnie miejsce w ligowej tabeli[11].

## Wyniki
| Gospodarz \ Gość | AST | ATR | ERG | KAL | KER | LEV | NVL | OFI | OLY | PAO | PNE | PGSS | PNT | PAOK | PAS | PLA | XAN | VER |
| ---------------- | --- | --- | --- | --- | --- | --- | --- | --- | --- | --- | --- | ---- | --- | ---- | --- | --- | --- | --- |
| Asteras Tripolis |     | 1–0 | 2–1 | 1–0 | 2–0 | 2–1 | 3–0 | 6–1 | 0–0 | 1–1 | 1–1 | 2–0  | 2–1 | 3–0  | 2–2 | 1–0 | 2–1 | 2–0 |
| Atromitos        | 4–3 |     | 1–1 | 0–0 | 2–1 | 1–0 | 3–0 | 3–0 | 1–0 | 2–0 | 0–0 | 3–1  | 2–0 | 4–0  | 1–1 | 1–0 | 2–0 | 0–0 |
| Ergotelis        | 1–4 | 1–2 |     | 3–3 | 1–2 | 0–2 | 3–0 | 3–2 | 2–3 | 0–2 | 1–1 | 2–2  | 2–1 | 0–2  | 1–0 | 0–3 | 0–2 | 2–2 |
| AEL Kallonis     | 1–0 | 1–1 | 2–0 |     | 1–0 | 0–0 | 3–0 | 3–0 | 0–5 | 1–0 | 0–0 | 1–0  | 2–0 | 1–2  | 1–0 | 0–0 | 2–2 | 4–1 |
| Kerkyra          | 1–0 | 1–1 | 3–1 | 2–0 |     | 0–0 | 3–0 | 4–1 | 0–4 | 1–1 | 1–2 | 1–0  | 2–1 | 0–1  | 2–0 | 1–2 | 0–0 | 4–0 |
| Levadiakos       | 3–1 | 2–1 | 1–1 | 3–0 | 2–3 |     | 3–0 | 3–0 | 1–2 | 1–1 | 0–0 | 1–0  | 1–1 | 1–2  | 1–2 | 0–0 | 1–2 | 0–2 |
| Niki Wolos       | 0–2 | 0–1 | 1–4 | 2–0 | 0–0 | 0–3 |     | –   | 0–3 | 0–3 | 0–3 | 0–3  | 1–0 | 0–3  | 0–3 | 0–3 | 0–3 | 0–3 |
| OFI              | 2–3 | 1–0 | 1–0 | 1–1 | 3–2 | 0–2 | 3–0 |     | 0–3 | 2–3 | 1–0 | 0–3  | 0–1 | 3–1  | 0–3 | 0–3 | 0–1 | 0–1 |
| Olympiakos       | 2–0 | 2–1 | 3–0 | 5–0 | 3–0 | 4–0 | 3–1 | 3–0 |     | 1–0 | 2–0 | 2–0  | 5–1 | 1–2  | 2–2 | 2–1 | 2–0 | 3–0 |
| Panathinaikos    | 2–2 | 2–0 | 5–0 | 1–0 | 2–0 | 1–0 | 1–0 | 1–2 | 2–1 |     | 1–0 | 2–1  | 4–0 | 4–3  | 3–1 | 3–0 | 2–0 | 2–1 |
| Panetolikos      | 2–0 | 1–1 | 4–0 | 2–0 | 0–1 | 0–1 | 3–0 | 3–1 | 1–1 | 0–1 |     | 2–1  | 3–1 | 0–1  | 0–0 | 1–0 | 5–2 | 2–0 |
| Panionios        | 2–1 | 2–2 | 2–1 | 0–2 | 0–0 | 1–0 | 2–1 | 2–0 | 2–2 | 1–1 | 3–0 |      | 2–1 | 0–0  | 0–1 | 0–0 | 1–1 | 4–2 |
| Panthrakikos     | 1–1 | 1–1 | 0–0 | 3–2 | 1–0 | 1–0 | 3–0 | 0–0 | 1–3 | 2–1 | 0–0 | 1–0  |     | 3–1  | 1–1 | 1–0 | 2–0 | 1–1 |
| PAOK             | 0–0 | 2–1 | 1–0 | 1–1 | 2–1 | 1–0 | 3–0 | 4–0 | 0–0 | 1–2 | 1–2 | 3–2  | 3–2 |      | 1–1 | 1–0 | 2–1 | 4–1 |
| Janina           | 3–1 | 1–0 | 0–0 | 0–0 | 2–1 | 0–4 | 4–0 | 3–0 | 3–1 | 0–0 | 0–0 | 1–3  | 2–2 | 3–0  |     | 1–0 | 2–2 | 4–1 |
| Platanias        | 0–1 | 0–0 | 1–2 | 1–0 | 1–1 | 1–3 | 3–1 | 1–0 | 1–1 | 2–3 | 2–0 | 3–0  | 2–0 | 0–4  | 0–0 |     | 1–0 | 1–0 |
| Skoda Xanthi     | 0–0 | 1–0 | 0–1 | 2–1 | 0–0 | 2–0 | 2–0 | 2–1 | 1–3 | 4–2 | 3–0 | 1–1  | 0–0 | 4–2  | 1–1 | 0–0 |     | 2–2 |
| Weria            | 4–0 | 1–1 | 0–1 | 1–1 | 2–1 | 2–1 | 2–0 | 4–1 | 0–2 | 1–0 | 1–3 | 2–2  | 0–1 | 1–3  | 2–0 | 2–0 | 3–2 |     |

1. 1 2 3 4 5 6 7 8 9 10 11 12 13 14 15 16 17 18 19  Mecze Niki Wolos od 16. kolejki (w tym przełożonej 11.) zostały zweryfikowane jako walkower 3-0 dla jego przeciwników.
2. 1 2 3 4 5 6  Mecze OFI od 29. kolejki zostały zweryfikowane jako walkower 3-0 dla jej przeciwników.

## Baraż o Ligę Europy
Baraż o miejsca w rozgrywkach międzynarodowych odbył się w formie mini turnieju w systemie „każdy z każdym” (2 mecze z daną drużyną: u siebie i na wyjeździe). Jej uczestnicy otrzymali na starcie punkty bonusowe na podstawie swojego dorobku punktowego w sezonie zasadniczym. Każdemu zespołowi odjęto liczbę punktów zdobytych przez zespół, który zajął piąte miejsce, od własnej liczby punktów. Wynik został następnie podzielony przez pięć i zaokrąglony do najbliższej liczby całkowitej.
| Lp. | Drużyna          | M | Z | R | P | B+ | B- | +/– | BP | Pkt | Kwalifikacja                                  |  | PAO | AST | ATR | PAOK |
| --- | ---------------- | - | - | - | - | -- | -- | --- | -- | --- | --------------------------------------------- |  | --- | --- | --- | ---- |
| 2   | Panathinaikos    | 6 | 4 | 1 | 1 | 9  | 2  | +7  | 2  | 15  | Liga Mistrzów UEFA • III runda kwalifikacyjna |  |     | 0–0 | 2–0 | 2–0  |
| 3   | Asteras Tripolis | 6 | 2 | 3 | 1 | 2  | 4  | −2  | 1  | 10  | Liga Europy UEFA • Faza grupowa               |  | 0–4 |     | 1–0 | 1–0  |
| 4   | Atromitos        | 6 | 2 | 2 | 2 | 4  | 4  | 0   | 0  | 8   | Liga Europy UEFA • III runda kwalifikacyjna   |  | 2–0 | 0–0 |     | 1–1  |
| 5   | PAOK             | 6 | 0 | 2 | 4 | 1  | 6  | −5  | 2  | 4   | Liga Europy UEFA • II runda kwalifikacyjna    |  | 0–1 | 0–0 | 0–1 |      |

## Najlepsi strzelcy
| Bramki | Strzelcy              | Drużyna          |
| ------ | --------------------- | ---------------- |
| 17     | Jerónimo Barrales     | Asteras Tripolis |
| 16     | Konstandinos Mitroglu | Olympiakos       |
| 15     | Alejandro Domínguez   | Olympiakos       |
| 13     | Marcus Berg           | Panathinaikos    |
| 13     | Nikolaos Karelis      | Panathinaikos    |
| 13     | Stefano Napoleoni     | Atromitos        |
| 12     | Nikos Kaltsas         | Weria            |
| 11     | Stefanos Atanasiadis  | PAOK             |
| 11     | Igor de Souza         | Panthrakikos     |
| 11     | Dimitris Kolowos      | Panionios        |
| 11     | Facundo Pereyra       | PAOK             |

Źródło: 

## Stadiony
| Asteras Tripolis                    |
| ----------------------------------- |
| Stadion im. Teodorosa Kolokotronisa |
| Pojemność: 7 493                    |
|                                     |

| Atromitos         |
| ----------------- |
| Stadion Peristeri |
| Pojemność: 8 969  |
|                   |

| Ergotelis         |
| ----------------- |
| Stadion Pankritio |
| Pojemność: 26 000 |
|                   |

| AEL Kallonis             |
| ------------------------ |
| Stadion Miejski Mitylena |
| Pojemność: 3 300         |
|                          |

| Kerkyra          |
| ---------------- |
| Stadion Kerkira  |
| Pojemność: 3 000 |
|                  |

| Levadiakos       |
| ---------------- |
| Stadion Levadia  |
| Pojemność: 8 000 |
|                  |

| Niki Wolos            |
| --------------------- |
| Stadion Panthessaliko |
| Pojemność: 22 307     |
|                       |

| OFI                                |
| ---------------------------------- |
| Stadion im. Teodora Wardinogiánesa |
| Pojemność: 8 150                   |
|                                    |

| Olympiakos                        |
| --------------------------------- |
| Stadion im. Jeorjosa Karaiskakisa |
| Pojemność: 32 115                 |
|                                   |

| Panathinaikos                      |
| ---------------------------------- |
| Stadion im. Apostolosa Nikolaidisa |
| Pojemność: 16 003                  |
|                                    |

| Panetolikos         |
| ------------------- |
| Stadion Panetolikos |
| Pojemność: 6 000    |
|                     |

| Panionios          |
| ------------------ |
| Stadion Nea Smirni |
| Pojemność: 11 115  |
|                    |

| Panthrakikos     |
| ---------------- |
| Stadion Miejski  |
| Pojemność: 6 700 |
|                  |

| PAOK              |
| ----------------- |
| Stadion Tumba     |
| Pojemność: 28 703 |
|                   |

| Janina            |
| ----------------- |
| Stadion Zosimades |
| Pojemność: 7 500  |
|                   |

| Platanias        |
| ---------------- |
| Stadion Miejski  |
| Pojemność: 3 700 |
|                  |

| Weria            |
| ---------------- |
| Stadion Miejski  |
| Pojemność: 6 350 |
|                  |

| Ksanti           |
| ---------------- |
| Xanthi FC Arena  |
| Pojemność: 7 244 |
|                  |

Źródło: 